# Třída Aso
Třída Aso je třída oceánských hlídkových lodí japonské pobřežní stráže. Celkem byly postaveny tří jednotky této třídy.

## Stavba

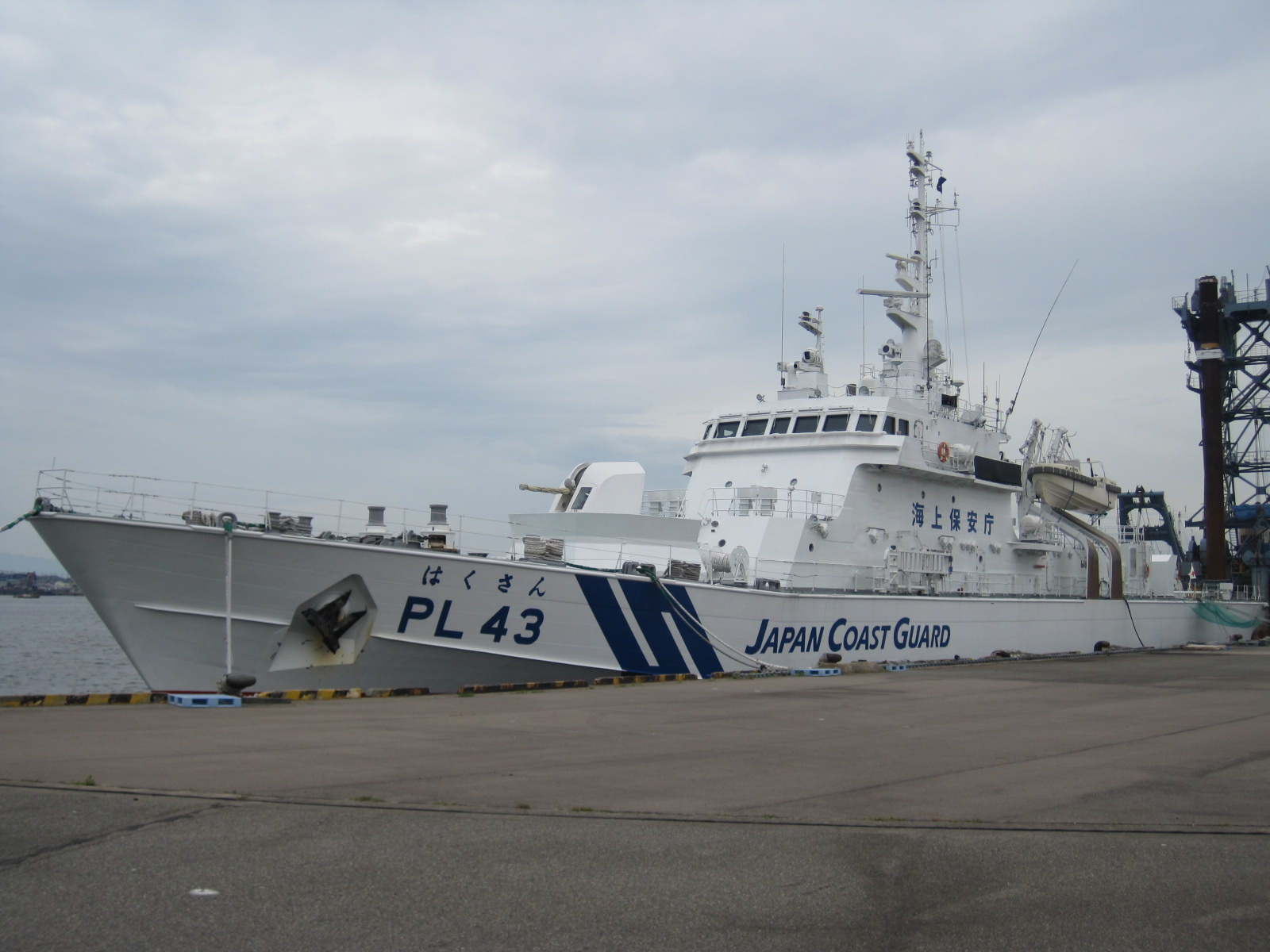
Hakusan (PL-43)

Celkem byly v letech 2003–2006 postaveny tří jednotky této třídy. První postavila loděnice Mitsubishi Heavy Industries v Šimonoseki, později dvě jednotky byly postavila Universal Shipbuilding Corporation v Jokohamě.
Jednotky třídy Aso:
| Jméno           | Založení kýlu     | Spuštěna       | Vstup do služby | Status  |
| --------------- | ----------------- | -------------- | --------------- | ------- |
| Aso (PL-41)     | 18. prosince 2003 | 28. října 2004 | 15. března 2005 | aktivní |
| Dewa (PL-42)    | 5. dubna 2004     | 9. května 2005 | 12. dubna 2006  | aktivní |
| Hakusan (PL-43) | 5. dubna 2004     | 5. října 2005  | 12. dubna 2006  | aktivní |

## Konstrukce

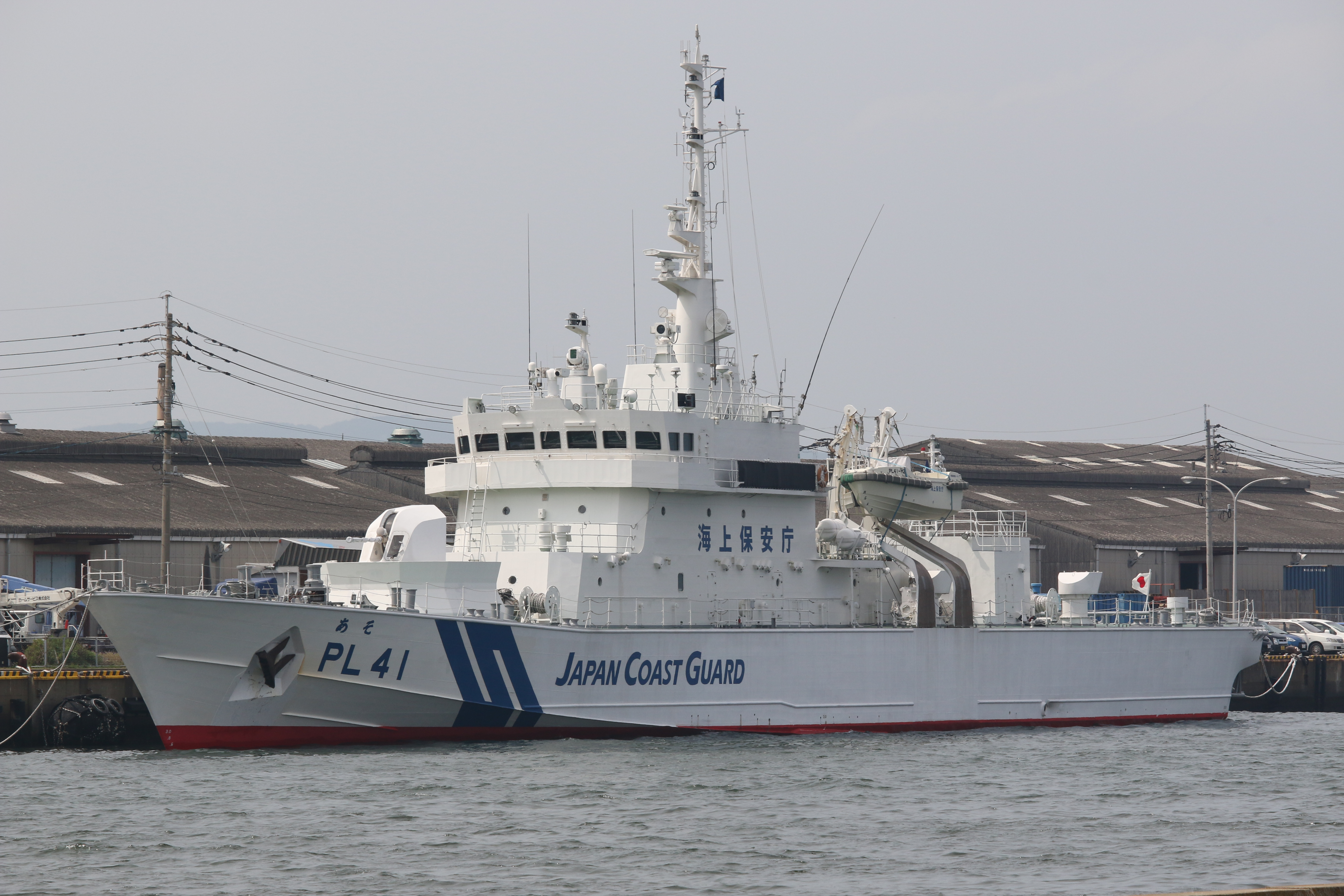
Aso (PL-41)

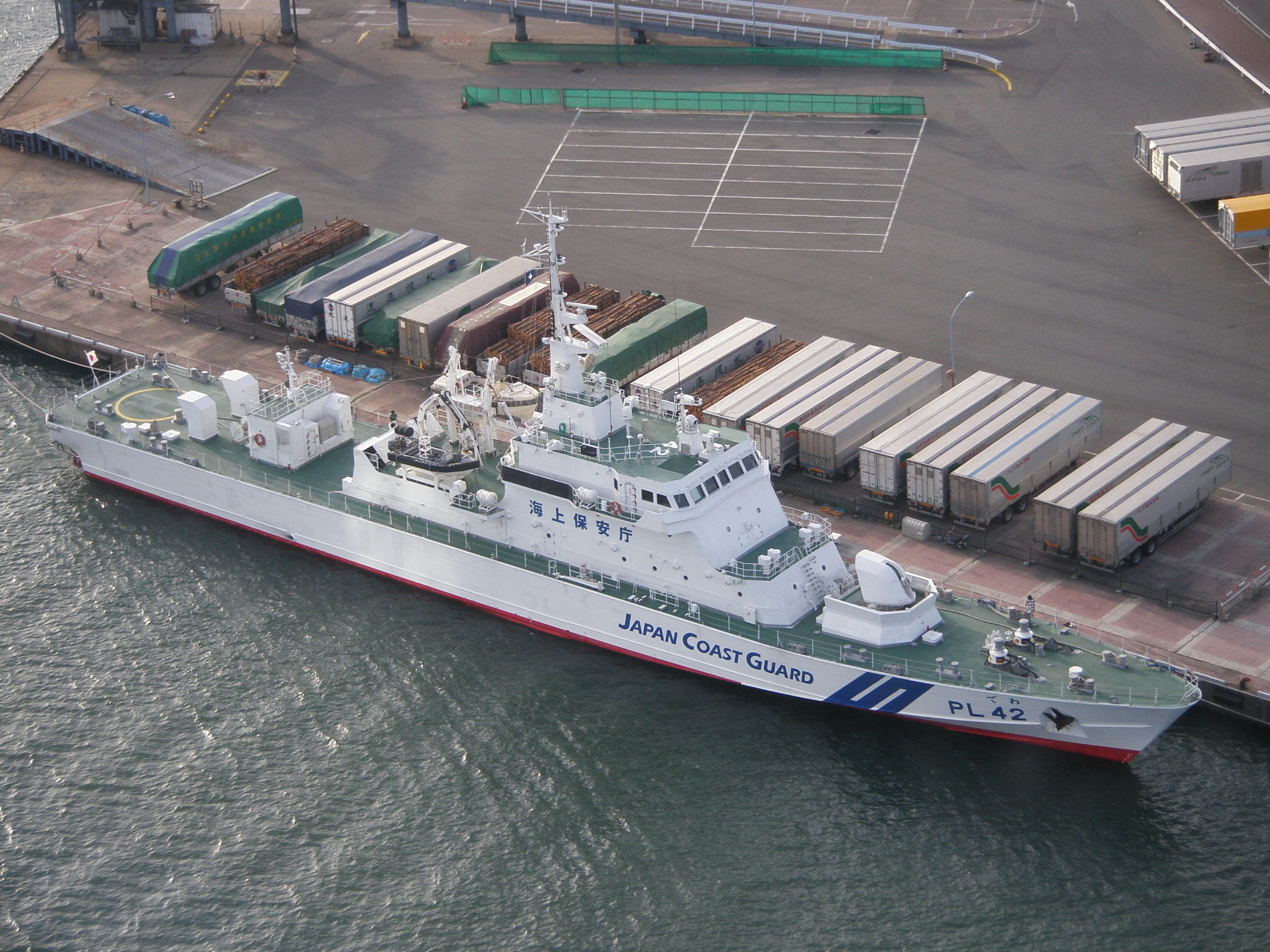
Dewa (PL-42)

Poslední dvě jednotky mají ve srovnání s prvními jednotkami určitá zlepšení. Výzbroj tvoří jeden 40mm kanón Bofors Mk.3 na plošině před můstkem. Plavidla vybavena rychlými čluny RHIB a záchranářskými čluny z sklolaminátu. Pohonný systém pozdějších dvou jednotek tvoří čtyři diesely Niigata 16V20FX, každý o výkonu 5000 hp, pohánějící čtyři vodní trysky. Nejvyšší rychlost dosahuje 30 uzlů.

## Export
Vietnam
- Vietnamská pobřežní stráž v červenci 2020 bylo pro Vietnam objednáno šest hlídkových lodí, které budou derivátem třídy Aso. Plavidla budou postavena v Japonsku.[2]